# 森聯集團
森聯集團有限公司，簡稱森聯集團（英語：Sim Lian Group Limited，SGX：S05），在1976年由古亞漢先生創立一家建築公司。
業務主要建築承包，其次是房地產。主要地區包括新加坡、中國等地區。而股份在2000年10月11日，於新加坡交易所主板上市。

## 連結
- SimLian.com.sg （页面存档备份，存于）